# Ivan Vrábel
Ivan Vrábel (* 21. dubna 1955) je bývalý slovenský fotbalista, útočník.

## Fotbalová kariéra
V československé lize hrál za ZVL Žilina. Nastoupil ve 2 ligových utkáních a dal 2 ligové góly. V nižších soutěžích hrál i za Gumárne 1. mája Púchov.

## Ligová bilance
| Ročník                                      | Zápasy | Góly | Klub                   |
| ------------------------------------------- | ------ | ---- | ---------------------- |
| 1. československá fotbalová liga 1977/78    | 12     | 2    | ZVL Žilina             |
| 1. slovenská národní fotbalová liga 1981/82 | 15     | 3    | Gumárne 1. mája Púchov |
| CELKEM 1. liga                              | 12     | 2    |                        |